# Суарес, Эмма
Эмма Суа́рес Бодело́н (исп. Emma Suárez Bodelón; род. 25 июня 1964, Мадрид) — испанская актриса театра и кино. Дебютировала на телеэкране в 14 лет. Дважды лауреат премии «Гойя» за лучшую женскую роль (1996 и 2016), а также лауреат премии «Гойя» за лучшую женскую роль второго второго плана (2016).

## Избранная фильмография
- 1989 — Против ветра (Contra el viento), реж. Пако Париньян
- 1989 — Белая голубка (La paloma blanca), реж. Хуан Миньон
- 1990 — Трамонтана (Tramontana), реж. Карлос Перес Ферре
- 1991 — Оркестр Клуб Виргиния (Orquesta Club Virginia), реж. Мануэль Иборра
- 1991 — Коровы (Vacas), реж. Хулио Медем
- 1992 — Рыжая белка (La ardilla roja), реж. Хулио Медем
- 1992 — Млечная жизнь (La vida láctea), реж. Хуан Эстельрич
- 1994 — Свет моей страсти (Enciende mi pasión), реж. Хосе Мигель Ганга
- 1996 — Земля (Tierra), реж. Хулио Медем
- 1996 — Собака на сене (El perro del hortelano), реж. Пилар Миро
- 1998 — Переворот на стадионе (Golpe de estadio), реж. Серджо Кабрера
- 2001 — Дама с пристани Пим (La dama de Porto Pim), реж. Хосе Антонио Салгот
- 2003 — Санса (Sansa), реж. Зигфрид
- 2010 — Сетка от комаров (La mosquitera), реж. Агусти Вила
- 2016 — Джульетта (Julieta), реж. Педро Альмодовар
- 2017 — Дочери Абриль (Las hijas de abril), реж. Мишель Франко